# 19140 Jansmit
19140 Jansmit este un asteroid din centura principală de asteroizi.

## Descriere
19140 Jansmit este un asteroid din centura principală de asteroizi. A fost descoperit pe 2 septembrie 1989 la Observatorul Palomar de Carolyn S. Shoemaker și Eugene M. Shoemaker. Asteroidul prezintă o orbită caracterizată de o semiaxă mare de 2,32 ua, o excentricitate de 0,25 și o înclinație de 21,6° în raport cu ecliptica.